# Max Jørgensen
Max Carl Jørgensen (Municipi de Greve, 9 d'abril de 1923 - Ídem, 26 de novembre de 1992) va ser un ciclista danès, que va destacar sobretot amb el ciclisme en pista.

## Palmarès
- 1950
  -  Campió de Dinamarca amateur en persecució
- 1952
  -  Campió de Dinamarca amateur en ruta